# الجزائر في عهد الشاذلي

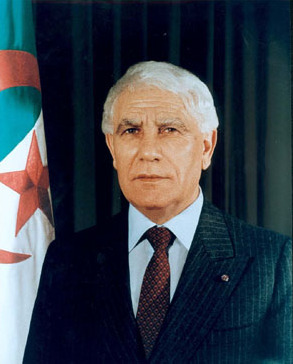

الجزائر في عهد الشاذلي توفي هواري بومدين في 27 كانون الأول/ ديسمبر 1978، نتيجة المرض، عن عمر يناهز قليلاً 50 سنة. وبرهنت عواطف الجمهور في المأتم على أنه كان يتمتع بشعبية كبيرة. وبناء على توجيه من الجيش، سمت جبهة التحرير الوطني، الحزب الوحيد، شاذلي بن جديد خلفاً لبومدين، بوصفه «أقدم ضابط في أعلى رتبة في الجيش». 
وانتخب رئيساً للجمهورية الجزائرية في 7 شباط/ فبراير 1979، ومع ذلك حصل على فترتين رئاسيتين أخريين، وبقي في السلطة حتى شهر كانون الثاني/ يناير 1992. وهو رجل من شرق الجزائر، ولد في 14 نيسان/ أبريل 1949، في بوتلجة، بالقرب من عنابة، من عائلة فلاحية فقيرة. 
كان شاذلي بن جديد ضابط صف في الجيش الفرنسي لدى اندلاع الثورة المسلحة في شهر تشرين الثاني/ نوفمبر 1954 التحق بجيش التحرير الوطني في عام 1955. وتسلق بسرعة التسلسل التراتبي. وأصبح عضواً في هيئة الأركان العامة المقيمة في غارديماو تحت إمرة العقيد بومدين. وخلال أزمة صيف 1962، وقف شاذلي بن جديد إلى جانب رئيسه ضد الحكومة الجزائرية المؤقتة. وفي شهر حزيران/ يونيو1964، تولى إدارة المنطقة العسكرية الثانية وهران التي استمر في 1979. 
ومع أنه كان عضواً في مجلس - إدارتها بلا انقطاع ما بين 1964 الثورة اعتباراً من عام 1965، فقد عاش على هامش القرارات السياسية الكبرى. ولدى وفاة بومدين، انتصر على منافسيه الرئيسيين محمد الصلاح يحياوي وعبد العزيز بوتفليقة (و هما أيضاً عضوان سابقان في هيئة الأركان) وبخاصة بفضل دعم قاصدي مرباح، منسق دوائر الأمن الجزائرية ورئيس الأمن العسكري (شرطة سياسية). وأبعد بارونات البومدينية (طيب العربي، عبد الغني، أحمد داريا، بن شريف)، واستبدلهم بضباط كبار من الجيل الجديد.
ولكي يمارس سلطته، اعتمد شاذلي بن جديد على عدة دوائر متحدة المركز: الأمن العسكري، وأقربائه من عنابة وقسنطينه، وحاشيته العائلية، والمكتب السياسي لجبهة التحرير الوطني. 
وأصبح معظم المدراء السياسيين الجزائريين الفعليين من أبناء المثلث الجغرافي الواقع في شرق الجزائر: بيسكرة- تبسة- سكيكدة (ب. ت. اس) حيث حظيت مدينتا خنشلة وباتنة بتمثيل مفرط في دوائر السلطة. 
يريد شاذلي بن جديد التحرير الاقتصادي، وينوي تهدئة اللعبة السياسية الجزائرية. فألغى تصريح الخروج من الأرض الجزائرية بالنسبة للمواطنين المفروض منذ شهر حزيران/ يونيو 1967؛ وأعلن، في 5 نيسان/ أبريل 1979، رفع الإقامة الجبرية عن فرحات عباس وبن يوسف بن خدة المفروضة منذ شهر آذار/ ماس 1976، وعفا في 16 نيسان/ أبريل 1979 عن 11 معتقلاً محكوماً عليهم في عام 1969 بتهمة التآمر على أمن الدولة؛ وأطلق سراح الرئيس السابق أحمد بن بيلا في 10 تشرين الأول/ أكتوبر1980. وسرعان ما اصطدمت السلطة الجديدة «بربيع البربر» في بلاد القبائل، وهو انفجار ثقافي حقيقي وضع على جدول الأعمال التعددية اللغوية في الجزائر (العربية، البربرية، الفرنسية).

## صدمة «الربيع البربري»
إبان عقد السبعينيات، كان مفهوم الأمة الذي فرض نفسه هو مفهوم الأمة العربية الإسلامية. فوزير الإعلام والثقافة أحمد طالب الابراهيمي لم يتردد، في عام 1973، عن كتابة ما يلي: «بقراءة كل ما كتب عن العرب والبربر في الجزائر، يدرك المرء أنه بوشر حقاً بعمل هدام لتقسيم الشعب الجزائري. فالإدعاء مثلاً بأن سكان الجزائر يتكونون من عرب وبربر هو إدعاء زائف تاريخياً». ولم يغفل الميثاق الوطني في عام 1976 كل مرجعية إلى اللغة والثقافة البربرية فحسب، بل خصص أن «الاستخدام المعمم للغة العربية وإتقانها بوصفها أداة عملية خلاقة هو أحد أولويات مهام المجتمع الجزائري». وفي 19 آذار/ مارس 1980 حظرت الحكومة محاضرة للكاتب مولود معمري حول استخدام اللغة البربرية في جامعة أوزي- أوزو. واستولى أساتذة وطلاب على الجامعة احتجاجاً على ذلك. وبدأ إضراب عام في بلاد القبائل في شهر نيسان/ أبريل 1980 من أجل الاعتراف باللغة البربرية.
وفي شهر نيسان/ أبريل 1980، هز«الربيع البربري» بشدة الصرح المؤسساتي، الأيديولوجي الجزائري. وطرح للمرة الأولى مسألة التنوع السكاني والتعريف الثقافي في الجزائر، لكنه أتاح أيضاً تصويب التاريخ الجزائري في بعد آخر. فقد أوضح اثنان من منشطي هذا «الربيع» هما سالم في عام 1983، أن «التيارات Tefsut شاكر وسعيد سادي في مجلة تفسوت الأيديولوجية، وبخاصة التيار العربي الإسلامي، تحتكر، منذ الاستقلال، الحياة الثقافية والفكرية باستخدام الرقابة والاستبداد. وتنمي تجاه البعد البربري وكل فكرة مستقلة إرادة خنق وتصفية واضحة». للمرة الأولى منذ الاستقلال، أنتج تأثير «الربيع البربري»، ومن داخل الجزائر، خطاباً مناهضاً عاماً ضخماَ حقاً في بلد يسير وفق الإجماع العام. في هذا العالم الملتحم حيث مجتمع ودولة، خاص وعام، منصهرون في كتلة واحدة، منح ازدهار الجمعيات والمنظمات الشعبية المستقلة قوة للمجتمع الجزائري. وأتاح ظهور التعددية الثقافية الديمقراطية ترجمة الصراعات الموجودة «وسط الشعب» وحلها بوساطة القناة السياسية. لقد قُمعت «العصيانات» البربرية بقسوة في كل بلاد القبائل ما بين. شهري نيسان/ أبريل -أيار/ مايو 1980.

## حزب وحيد وجيش
```
ورث خلفاء 
هواري بومدين
 نظام الحزب الوحيد. في البداية، حاولوا انفتاحاً خجولاً (تحرير الرئيس السابق أحمد بن بلة، تقليص دور دوائر الأمن والمعلوماتية/ المخابرات). لكنهم لم ينتقدوا نظام الحزب الوحيد الذي يحث الجيش عليه، لوقف تقدم «الفراغ» السياسي والاجتماعي.
```

وفي 3 أيار/ مايو 1980، في قرارها التنظيمي، المنشور في 14 منه، منحت الدورة الثالثة للجنة المركزية لجبهة التحرير الوطني سلطات كاملة
للرئيس شاذلي بن جديد للقيام بإصلاح بنى هذه الجبهة. وفي 15 حزيران/ يونيو 1980، عقد المؤتمر غير العادي لجبهة التحرير الوطني بحضور3998 مندوباً منهم 3399 مندوباً منتخباً و659 مندوباً بالتعيين. وأكد على تمركز السلطات في يد رئيس الدولة (رئيس الجمهورية والأمين العام للحزب، ووزير الدفاع). وفي عام 1980، ظهر النظام المؤسساتي الجزائري، المؤسس منذ 1965، والذي اكتسب «صفة دستورية» في عام 1980، «بمثابة سلطة دولة نصبتها القيادة العسكرية»، في حين وصفها مؤلفون آخرون، على التوالي: «دولة سلطانية»، «بونابرتية»، «عسكرية بيروقراطية»، و«رأسمالية بيروقراطية».
وفي 24 كانون الأول/ ديسمبر 1980، إبان عقد الدورة الرابعة للجنة المركزية لجبهة التحرير الوطني، فُرض على كوادر «المنظمات الجماهيرية»
الاتحاد العام لعمال الجزائر، واتحاد الشبيبة الوطني الجزائري، والاتحاد النسائي الجزائري، واتحاد الفلاحين الوطني الجزائري، ومنظمة المجاهدين وعلى أعضاء المجالس المنتخبة الانتساب إلى جبهة التحرير الوطني اعتباراً من الأول من شهر كانون الثاني/ يناير 1981، وذلك عملاً بالمادة 120 من دستور الحزب. وقام الرئيس شاذلي بن جديد بتعيين 31 أمين محافظة (فرع الجبهة في الولاية)، يرأس كل واحد من هؤلاء الأمناء مجلس تنسيق مؤلف من قائد القطاع في الجيش الوطني الشعبي، ورئيس المجلس الشعبي في الولاية. وشددت جبهة التحرير الوطني رقابتها على المجتمع.
وبتطبيق المادة 120، دجنت منظمات الشبيبة والنقابات. وفي رسالته حول "حال الأمة"، في كانون الثاني/ يناير 1983، صرح شاذلي بن جديد: "إرادتي
هي أن تكون جبهة التحرير الوطني حزباً قوياً قادراً على القيام بدوره كاملاً في شتى ميادين الحياة القومية". لكن جبهة التحرير الوطني التي فقدت تدريجياً الشرعية التاريخية الناجمة عن حرب الاستقلال، فقدت الحظوة منذ أمد طويل بسبب البيروقراطية، والاتجارية (نزعة للمتاجرة من غير اهتمام بأي اعتبار آخر/ من النجاح في bureaucratisation المعرب)، والمهنية. ومنعتها هذه البقرطة مشاريع "إصلاح الأخلاق" ضد أولئك الذين اختلسوا الأموال العامة. ففي 21 نيسان/ أبريل 1983، أعلنت صحيفة المجاهد أن مئة مأمور قضائي ومأموري مصالح السجون سيمثلون أمام لجان انضباط بتهم ابتزاز وتجاوز استخدام السلطة. وفي 7 أيار/ مايو، أدان ديوان المحاسبات أحمد بن شريف بتسديد غرامة مقدارها 47 ألف دينار لصرفه نفقات بشكل غير نظامي في، عام 1977 حين كان وزيراً للطاقة المائية. وفي 13 آذار/ مارس 1984 أدانت المحكمة العليا واليين سابقين لولاية بيشار باختلاس أموال عامة.
وفي 8 آب/ أغسطس، صرح عبد العزيز بوتفليقة لوكالة الصحافة الفرنسية أنه على استعداد لمواجهة " الحوار السياسي حول أصل اتهامات
اختلاس الأموال؛ [وأنه] تصرف دائماً بناء على تعليمات الرئيس بومدين". وفي 24 تشرين الأول/ أكتوبر 1984، اتهم قرار ديوان المحاسبات بلعيدعبد السلام والياسين، وزيري صناعة سابقين في عهد بومدين، بسوء الإدارة. واتهمت المحكمة وزير زراعة سابق هو طيبي العربي باختلاس الأموال العامة.
وجرى التستر على معظم الإجراءات التنفيذية. ورغم القيام بعدة حملات «تطهير» في عهد شاذلي بن جديد، فإن الفساد بلغ أبعاداً لا مثيل لها.
وتطورت بدرجة كبيرة ممارسة أخذ «العمولات» من أجل انغراس الشركات الأجنبية على الأرض الجزائرية. على الدوام، جرت شخصنة السلطة، عن طريق مركزة الوظائف الحكومية والتشريعية على مرأى عين الجيش الساهرة، البنية الحاكمة الفعلية. وقد أُعيد تنظيم هذه البنية في شهر تشرين الثاني/ نوفمبر
1984. فقد رفع العقيدان عبد الله بلهوشات ومصطفى بلوصيف إلى رتبة لواء، ورقِّي ثمانية عقداء إلى عمداء. وأُنشئت هيئة أركان للجيش الوطني
الشعبي بقيادة مصطفى بلوصيف يعاونه عمداء حيث ظهرت شخصية خالد نزار. وشغل مبادر المادة 120 الشهيرة في الدستور الجديد للحزب، محمدمسعدية، منصب الأمين الدائم للجنة المركزية لجبهة التحرير الوطني حتى فتن شهر تشرين الأول/ أكتوبر 1988. وبلور حول اسمه الاستياءات الشعبية.

## أزمة النظام الإنتاجي
رغم انجازات السياسة الاقتصادية التي زودت الجزائر بنظام إنتاجي على نسق البلدان شبه الصناعية (نسب نمو سنوية 5ر 7% وسطياً، زيادة 1980)، فإن - الإنتاج الصناعي بنسبة 1ر 8% سنوياً ما بين 1970 الصعوبات الملازمة لانجاز، ثم لتسيير الوحدات الصناعية (فوائض، ضعف نسب استخدام القدرات الإنتاجية، عدم التحكم بالتقانات المستوردة)، أثارت مشكلات خطيرة. واعتباراً من نهاية السبعينيات، ظهرت العيوب الفاغرة لخطط التنمية المتتالية بإزاحة النقاب عن ثغرات الإستراتيجية المتبناة، ولاسيما تلك التي تعطي الأولوية للصناعة الثقيلة على حساب الزراعة وإنتاج المواد الغذائية. وجعلت نفقات واردات المواد الغذائية (2ر ملياري دولار سنوياً في عام 1980) من الجزائر بلداً تابعاُ بنسبة 60 % من حاجاتهاالغذائية. وقاد هذا الوضع المأزوم إلى نوع من «الاستراحة». ففي شهر حزيران/1984) معالجة - يونيو 1980، حاولت الخطة الخمسية الجديدة (1980 الاختلالات المتولدة عن الإستراتيجية «التصنيعية».
أذعنت الإستراتيجية الجديدة المعدة في عهد شاذلي بن جديد إلى الاعتراف بالدور الذي لعبه القطاع الخاص. ففي 10 كانون الأول/ ديسمبر1979، أوصى مؤتمر حول استغلال البترول بمشاركة الشركات والبلدان الأجنبية مشاركة متزايدة في جهود البحث. وفي نهاية اجتماع اللجنة المركزية لجبهة التحرير الوطني في 2 كانون الثاني/ يناير 1980، صدر ميثاق بخصوص السكن، يشجع على حصول العائلات على الملكية الخاصة. وفي 6 كانون الثاني/ يناير، نُشرت التوجيهات المتبناة بخصوص التنمية. وبما أنها، فقد أوصت - يجب أن تستخدم قاعدة للخطة الخمسية 1980 1984 بخاصة بمراجعة السياسة النفطية وتباطؤ متحرك لسيرورة التصنيع. وبموجب قرار صدر في الجريدة الرسمية بتاريخ 7 أيار/ مايو 1980، فُرط عقد الشركة الوطنية للبحث عن البترول والغاز ونقلهما وتحويلهما وتسويقهما1983، اتخذت عدة - (سوناتراش) إلى أربع منشآت. وفي عام 1982 إجراءات لإنعاش القروض الممنوحة لأصحاب المشروعات الصناعية
والخدمية، كما بالنسبة لمستثمري القطاع الزراعي الخاص، والسماح لأصحاب المنشآت الخاصة باستيراد قطع التبديل بحرية. وسعى المخططون لتنمية بعض القطاعات المهملة حتى ذلك الوقت (السكن أو الصناعات الخفيفة). وشُجعت خصخصة الزراعة. ونجم عن تحرير المعاملات العقارية
وإعادة هيكلة القطاع الاشتراكي: انتقال 700 ألف هكتار من القطاع الاشتراكي (طالت الثورة الزراعية 1167000 هكتاراً) إلى القطاع الخاص؛ فامتدت ملكية القطاع الخاص من 55 % من مساحة الأرض الصالحة للزراعة في عام 1980 حتى 62 % في عام 1985 : يؤمن 50 % من الإنتاج. أرادت المرحلة الاقتصادية الجديدة أيضاً تنشيط الادخار الخاص امتلاك الأراضي، :intérêts patrimoniaux وإرضاء المصالح المالية تجارة، واردات سيارات، السماح للجزائريين اعتباراً من شهر آب/أغسطس 1986 بفتح «حساب بالعملة الصعبة» في المصارف الوطنية أياً كان مصدر الأموال المودعة. وأصبح القطاع الخاص في مركز إعادة التوجيه الاقتصادي. وكان الرهان على تنمية صناعة قوية للسلع الإستهلاكية، وامتصاص البطالة بتوفير العديد من الوظائف. لكن النتائج كانت بعيدة عن مستوى الآمال المرتفعة
المعلنة. فقد بقي القطاع الخاص ضعيفاً من حيث توفير الوظائف مقارنة مع القطاع العام. قاد البحث الأكثر دفعاً للحصول على الربحية المالية إلى تجميد
لم يتجاوز - التوظيف. فخلال السنتين الأولى والثانية للخطة 1980 1984 ما تم توفيره من وظائف 280 ألف وظيفة. ويعكس ذلك توقف امتصاص اليد
العاملة (في حين أن في عام 1976، بلغ عدد ما جرى توفيره من وظائف 250 ألف وظيفة سنوياً). فالمليون عاطل عن العمل الموروثين في بداية السبعينيات لا يزالون بحاجة إلى امتصاصهم. ويصل إلى سوق العمل 200 ألف شاب سنوياً. قليل من الوظائف تُعد وظائف منتجة، فالصناعة بالفهم الضيق للكلمة
```
لا تمثل سوى 20 % من توفير الوظائف، التي يجب أن يضاف إليها 20 % في قطاع البناء والأشغال العامة، مقابل 33 % في الإدارة شديدة
```

البيروقراطية آنفاً. فيما يخص الزراعة، يزود القطاع الخاص بقوام المنتجات، والعائدات منخفضة دائماً. وأسعار المنتجات الزراعية الجزائرية أعلى بكثير من الأسعار العالمية. ويبدو أنه أكثر «ربحية» أن تستورد. ففي عام 1984، استوردت الجزائر 40 % من استهلاك الحبوب الوطني و50 % من منتجات الحليب،
و 70 % من المواد الدسمة، و95 % من السكر. وأخيراً، بقيت الجزائر تعتمد كثيراً على ما تنتجه من البترول والغاز. فقد مثّل هذا القطاع 3ر 32 % من الناتج المحلي الإجمالي في السنوات 1976 1979، و5ر 37 % في عام 1980. ولم تمثل الصناعة سوى 10 % على الدوام من الناتج المحلي الإجمالي في عام 1982، حصة تساوي حصة 1962، ولم تتمكن الصناعات الجزائرية دوماً من اختراق السوق العالمية. وتعادل قيمة صادرات النفط والغاز 92 % من قيمة الصادرات الكلية في 88 % في عام 1972). وفاقم انخفاض سعر البترول) الفترة 1982 1975 في عام 1983، ثم في عام 1986 (الصدمة البترولية المضادة) وضع
اقتصاد تأتي وسائله التمويلية بشكل شبه كامل من التقويم العالمي لأسعار البترول والغاز.

## عبء الدين
خلال عقد السبعينيات، أمام عدم كفاية الادخار الداخلي، سمح ريع البترول والغاز أولاً، ثم المديونية الخارجية بتنفيذ برنامج التصنيع الواسع، وزيادة عدد العاملين بأجر. وفي بداية الثمانينيات، كانت النتيجة ثقل الدين الخارجي. فقد. أصبح يمثل 5ر 35 % من الناتج المحلي الإجمالي في عام 1981 وبما أن تمويل التصنيع يستند على الإيرادات الناجمة عن التقويم العالمي لأسعار البترول والغاز، فإن انخفاض أسعارهما أدى إلى نمو خدمة الدين الخارجي. كما يظهر من قراءة الجدول التالي:
- في النصف الأول من الثمانينيات، تراوح سعر برميل البترول ما بين، 30 40 دولاراً (نحو 300 فرنك فرنسي في عام 1985). وابتداء من عام 1986
جعل انخفاض الإيرادات الناجمة عن البترول والغاز- 97 % من دخول العملات الصعبة - مع هبوط سعر برميل البترول إلى نحو 15 دولاراً، جعل مشكلات
التمويل عصية على الحل. فقد توجب على الجزائر تسديد ديونها، واستيراد المنتجات الغذائية والصيدلانية، وشراء قطع التبديل وتجهيزات الصناعة.
سادساً - السياسة الخارجية والعلاقات مع فرنسا في مستوى السياسة الخارجية، حافظ شاذلي بن جديد على المحور التقليدي لهذه السياسة الجزائرية في تنقلاته الخارجية: زيارة عدة دول عربية أولاً، ثم رحلة أفريقية طويلة (آذار/ مارس- أيار/ مايو 1981)، أتاحت له زيارة 11 بلداً أفريقياً من مالي حتى الكونغو. واستمرت الجزائر في جعل قدراتها التنظيمية و«جديتها» مقبولة على المسرح الدولي. ذلك أن «مساعيها الحميدة» في المفاوضات الحساسة، ما بين شهر تشرين الأول/ أكتوبر1980 - كانون الثاني/ يناير 1981، من أجل تحرير الأسرى الأمريكيين الذين تعتقلهم طهران، ومحاولاتها للتوسط في الحرب العراقية الإيرانية، التي توقفت فجأة على إثر الاختفاء المأساوي، لوزير خارجيتها محمد صديق بن يحيى و13 من رفاقه (منهم عدة مدراء من وزارته) نتيجة حادث طائرة، برهنت على سلطان الجزائر في المستوى الدبلوماسي. وبعد وفاة بن يحيى حل محله وزير للشؤون الخارجية أحمد طالب الابراهيمي. لكن في بداية الثمانينيات، بدت الجزائر مترددة بين النهوض بإرثها الجيوسياسي الطموح أو الانسحاب من اللعبة في إطار الفوضى الاقتصادية العالمية. ومع احتفاظها بمفرداتها في المشروع العالم ثالثي، انتقلت الجزائر إلى سياسة «واقعية» حين سمعت بأولى تصدعات الإمبراطورية السوفييتية (المعتبرة حليفة «طبيعية» للعالم العربي). فحاولت إقامة علاقات اقتصادية وتقانية مع الولايات المتحدة الأمريكية وبلدان غربية أخرى. وتشير تجربة التفاوضمع فرنسا إلى إرادة الانتقال إلى سياسة أكثر واقعية. ففي بداية الثمانينات، تركزت النزاعات بين الجزائر وفرنسا حول ثلاث نقاط. الهجرة أولاً. فقد رأت الجزائر أنه لا يمكن إعادة 820 ألف جزائري (منهم 360 ألف عامل) مهاجر في فرنسا إلى بلادهم «مثل الحزم». ثم مشكلة المهاجرين الجزائريين من الجيل الثاني). فوفقاً للقانون) "les beurs "البور الفرنسي يعد أبناء الجزائريين المولودين في فرنسا فرنسيين. لكن هل هم كذلك حقا. تقول السلطات الجزائرية التي تعتبرهم «جزائريين»؟ حينئذ يتعلق الأمر ب 160 ألف شاب، أخيراً، ملف الضمان الاجتماعي. فمنذ عام1965 ، طالبت الجزائر فرنسا، في هذا الموضوع، بمليار فرنك فرنسي. ورفضت فرنسا الاعتراف بهذا الرقم. وتحسنت العلاقات بين البلدين بعد وصول فرانسوا ميتران إلى رئاسة الجمهورية في فرنسا. ففي 30 تشرين الثاني/ نوفمبر 1981، خلال زيارته للجزائر، اقترح ميتران أن تكون العلاقات الفرنسية الجزائرية«مثالاً للعلاقات الجديدة بين الشمال والجنوب». وفي 3 شباط/ فبراير 1982، جاء توقيع اتفاقية الغاز. وحصل وزير الطاقة بلقاسم نابي على «ربط سعر الغاز الجزائري بسعر البترول الخام».
بالنسبة لفرنسا، الجزائر هي الدولة الجزائرية، وفيها بعض المحاورين المتميزين. وتبقى البلد «مستودعاً» مهماً، شريكاً اقتصادياً، مع الغاز والبترول.
قاد هذا الارتباط البدهي بالدولة، المستندة إلى جيش وحزب وحيد، إلى رفض امتحان قوى أخرى: حركات اجتماعية أو سياسية أخرى. وقد ظهر هذا الموقف الفرنسي بخاصة لدى اغتيال، المعارض الجزائري، عضو جبهة. القوى الاشتراكية، على ميسيلي، في باريس بتاريخ 7 نيسان/ أبريل 1987 فقد سلمت السلطات الفرنسية القاتل المفترض اميلو إلى الجزائر، تعبيراً عن إرادتها دفن «قضية ميسيلي» لكي لا تعرض العلاقات بين الدولتين للخطر.

## تصدعات في «التاريخ الرسمي»
في عهد شاذلي بن جديد، بقيت الحرب المعلنة ضد الوجود الاستعماري الفرنسي لحظة مركزية في الشرعنة الرمزية للأمة، بل للدولة أيضاً. تقدم هذه
الحلقة على أنها حشد لشعب بأكمله، بلا تمايزات اجتماعية، سياسية أو ثقافية. إن إخراج ذاكرة إجماعية تبني أسس شعبوية قوية (تحاول حجب جميع التمايزات الاجتماعية أو المعارضات السياسية) تؤدي عملها في الأيديولوجية الرسمية. في الثمانينيات، أعقب زمن الحجب الكامل للتاريخ الجزائري بتعقيداته في عهد هواري بومدين، زمن كتابة تاريخ حرب الاستقلال. وأصبحت الذاكرة المعاشة، المحافظ عليها والمعبر عنها، علامة انضواء بالنسبة لجيل الإعصار كله، جيل الفوز بالاستقلال. هذا هو على الأقل ما أرادته مختلف «حلقات كتابة.1984 - التاريخ» التي نظمتها جبهة التحرير الوطني منذ 1982 جاءت العملية الواسعة لجمع شهادات شفاهية وتسجيلها حول مختلف مراحل الثورة الجزائرية، التي قررتها السلطات، من خلال منظور محدد بوضوح: «لا شيء يسمح لنا بأن نبقى شهوداً لتاريخ يمكن للآخرين كتابته، ومحاولات البعض تزييفه وفقاً لانتماءاتهم السياسية أو مصالحهم الآنية».
إن تقديم أحداث عسكرية على نسق بطولي (حيث تستخدم الإشارة العسكرية لتبرير مكانة الجيش في الدولة منذ الاستقلال) يمارس بشكل خاص في كتابة التراجم. بالطبع لا يتصور المجتمع الاستعماري، المجتمع الظالم، تراجم للبسطاء والغامضين. في حين أن هؤلاء الغامضين أنفسهم يجب أن يجدوا أنفسهم معروضين في واجهة المسرح. هكذا، مثلاً، مع اقتراب الأول من شهر تشرين الثاني/ نوفمبر 1984 عيد الميلاد الثلاثون لاندلاع الثورة المسلحة، تعددت تراجم الأموات في
الصحافة الجزائرية. تتعلق جميع هذه التراجم برجال لقوا حتفهم والسلاح بأيديهم. وهذا الخطاب الاحتفالي حيث يسود المديح، وظيفته الاحتفال ببناء الدولة الجزائرية بوساطة «أبطال» بعينهم مقدمين نماذج. ففي صنع الذاكرة الجمعية يحتل سجل الرموز البطولية مكاناً مركزياً لتقوية كثافة الذكرى ومكافحة النسيان في بلد يخرج «من عصر طويل من الاحتلال الاستعماري». «بالتاريخ نسلح شبابنا بوطنية أجدادهم»؛ «قوة الماضي»؛ «تصويب الأعمال العظيمة على حقيقتها»؛ «في الذواكر الحية لأولئك الذين صنعوا الثورة»: تلك هي بعض العناوين التي وجدت في الصحافة الجزائرية بمناسبة أعمال حلقة الدراسات الثانية حول. كتابة تاريخ الثورة الجزائرية في شهر أيار/ مايو 1984 في هذا الإطار، يمكن للتاريخ أن يصبح أداة إخبارية، ولكن أيضاً أداة
لإعادة تشكيل الماضي، وعرض علاقات قوى الحاضر. في احتفال التخليد ظهرت رموز واختفت رموز أخرى. في 24 تشرين الأول/ أكتوبر 1984، جرى إعادة دفن رسمي لكريم بلقاسم وثمانية آخرين من قادة جبهة التحرير الوطني. وفي الأول من تشرين الثاني/ نوفمبر، بمناسبة عيد الميلاد الثلاثين لاندلاع الثورة المسلحة، صدر قرار عفو رئاسي يعفو عن/ ويرد الاعتبار لإحدى وعشرين شخصية بعد وفاتها. أخيراً، هل يسير الأمر باتجاه ذكر دور فاعلي الحرب بوضوح؟ في 8 تموز/ يوليو 1985، صودر من الأكشاك عدد من أخبار الجزائر مخصص منظمة سرية أسسها الوطنيون أنصار الاستقلال في ،OS) للمنظمة الخاصة عام 1947). وأُتلفت عدة آلاف من النسخ. وواقع ذكر أسماء حسين آية أحمد، وأحمد بن بلة، ومحمد بوضياف (مسؤولي المنظمة السرية للحركة الوطنية وجبهة التحرير الوطني، الذين انتقلوا جميعهم إلى المعارضة) يفسر هذا الحظر. يشهد هذا المثال المذهل للرقابة على حدود ممارسة اللجنة الوطنية لكتابة التاريخ التي أنشئت بقرار من الحزب الوحيد، جبهة التحرير الوطني. لا ترمي اللجنة إلى البحث في ماض معقد وفهمه، وإنما إلى إطاعة طلبات السلطة والتماسات الحاضر. هكذا ُاستخدمت اللجنة في الحوارات السياسية داخل جبهة التحرير الوطني.
وضع التاريخ الرسمي علامات، وبنى شرعيته الخاصة به، ومحا كلَّ منهج تعددي. والواقع أنه لفَّقَ ما هو منسي. ففي شهر تموز/ يوليو 1978، نشرت الصحيفة الأسبوعية أخبار الجزائر سبراً مهماً حول الشباب، وتاريخ الجزائر، ذاكرتها. جاء بالكاد على ذكر أسماء كريم بلقاسم (أحد أعضاء الحكومة الجزائرية المؤقتة الرئيسيين)، وأبان رمضان (منظم مؤتمر الصمام) أو ديدوش مراد (مسؤول قسنطينة في عام1954). وكتب المعلق على السبر قائلاً: «الأبطال هم أولئك الذين غالباً ما تشير إليهم عناوين الصفحات الأولى من الصحف والتلفزيون: اميروش، العربي بن مهدي، سي هاويس، زيغود يوسف... ليس هناك من بطل حقيقي إلا ميتاً» وفي الواقع، إن الرجال الأكثر شهرة هم أولئك الذين ماتوا في المعركة، قبل الاستقلال.
يلاحظ الكاتب الجزائري رشيد ميموني أن: «في الجزائر 60 % من السكان تقل أعمارهم عن 20 سنة، يعلمون بالطبع، بوجود الحرب، لكن بالنسبة إليهم تلك قصة قديمة أسطورية السمات». وهؤلاء الشباب هم الذين سيلقاهم المرء في الشارع في شهر تشرين. الأول/ أكتوبر 1984 

## الإسلام، العائلة وأصولية الدولة
```
نص قرار 9 شباط/ فبراير 1980 القاضي بتحديد صلاحيات وزير الشؤون الدينية على أن مهمته 
«شرح ونشر المبادئ الاشتراكية الكامنة في العدالة الاجتماعية التي تشكل أحد عناصر الإسلام الأساسية»
. يظهر الإسلام في الشخصية الجزائرية ويزدهر بالاشتراكية. والدولة هي الضامن لكل منهما وإذن الضامن أيضاً للإسلام. تبني الدولة 
«نظاماً عاماً دينياً»
، لكن فقط بِقَدرِ ما يكون الإسلام دين الاشتراكية الجزائرية. ففي 
الميثاق الوطني
 لعام 1986، أُكد من جديد على خضوع الإسلام للقيم الرسمية، إسناد أيديولوجي جديد: 
«حمل الإسلام إلى العالم مفهوماً نبيلاً هو عزة النفس البشرية التي تُدين العنصرية، وترفض التعصب المفرط واستغلال الإنسان لأخيه الإنسان؛ وتنسجم المساواة التي ينادي بها وتتكيف مع كل قرن من قرون التاريخ»
. أممت الدولة الإسلام بدون إرادة تعديله. وأدى رفض خضوع الإسلام للدولة إلى ظهور الحركة السياسية الإسلاموية. لاسيما أن الدولة الجزائرية لا تتمتع بشرعية دينية، على عكس الدولة المغربية، مثلاً. في 19 أيار/ مايو 1981، اندلعت مواجهات بين ناشطين إسلاميين وشرطة النظام في الحرم الجامعي بمدينتي 
الجزائر
 
وعنابه
. كما وقعت صدامات عنيفة بين مجموعات 
«إسلامية»
 وأخرى 
«علمانية»
 في المدينة الجامعية 
بن عكنون
، في مرتفعات مدينة الجزائر في 2 تشرين الثاني/ نوفمبر، 1982، (وقتل طالب «تقدمي» بضربة سيف). وفي 11 أيلول/ سبتمبر 1982 اعتقل 23 ناشطاً إسلامياً، بينما ذهب آخرون إلى 
أفغانستان
 لخوض معركة ضد القوات السوفيتية. وفي 13 كانون الثاني/ يناير 1983، أطلق أحد القادة الإسلاميين، 
مصطفي بويالي
، وآخرون من رفاقه النار على دورية للدرك بالقرب من مدينة الجزائر. وبدأت «مقاومة بويعلي» تعرف بنفسها. وفي شهر نيسان/ أبريل قُدم إلى المحاكمة مئةٌ وخمسة وثلاثون عضواً من مجموعته، 
الحركة الاسلامية في الجزائر
. وحكم غيابياً بالسجن المؤبد على مصطفى بويالي،Larb’a الذي لجأ إلى المقاومة وتحدى قوى الأمن في أرض مولده (العربة بالقرب من مدينة الجزائر) خلال خمس سنوات. وقُتل في شهر كانون الثاني/ يناير 1987. وظهرت الحركة الإسلامية إلى العلن بمناسبة جنازة الشيخ 
عبد اللطيف سلطاني
، في مقبرة كوبا، في 16 نيسان/ أبريل 1984. وشارك في
```

مراسم الدفن عدة آلاف من الأشخاص، وأدت إلى مواجهات ثم إلى اعتقالات. وفرضت الدولة رقابة وثيقة، عن طريق وزارة الشؤون الدينية، على تعيين أئمة المساجد بموجب القرار الصادر في 6 آب/ أغسطس 1983، الذي مركَز تأهيل الكوادر الدينية وأنشأ جامعة كبيرة للعلوم الإسلامية في قسنطينة (فتحت أبوابها في شهر أيلول/ سبتمبر 1984)، وراقبت بناء المساجد التي ارتفع عددها إلى نحو 6000 مسجد في عام 1986. أثارت هذه الزيادة في عدد المساجد الحاجة إلى موظفين دينيين. وقد استفاد من هذا العجز «الأئمة الأحرار» القريبون من الأوساط الإسلامية، وينتمون إلى عدة تيارات: تيار العلماء التقليديين مع محمد سحنون وعبد اللطيف سلطاني، وتيار جمعية القيم، وتيار مالك بن نبي، وأخرى منخرطة بالاتجاه المتولد عن المشرق العربي، ومرتبطة بجمعية [هكذا] الإخوان المسلمين، التي أسسها حسن البنا بمصر في الثلاثينيات. غذى دعاة المساجد «الخاصة» هؤلاء التعبئة الإسلاموية. وشنوا حملة من أجل تهذيب أخلاق مجتمع يعد مجتمعاً كافراً. وقد وجدوا مصدراً لتشجيع نشر أيديولوجيتهم عبر الحوار القائم حول «قانون الأحوال الشخصية والعائلة». وبرغم، العديد من الاحتجاجات، وبعد أن أُجل هذا المشروع في عدة مناسبات منذ 1962 تبناه المجلس الوطني الشعبي في 29 أيار/ مايو 1984 . غير أن الاحتفاظ بتعدد الزوجات، ولو كان محدوداً، وحظر زواج المسلمات من غير المسلمين، وواقع أنهن بحاجة، ولو كن راشدات، لوصي عائلي، أمور تتناقض مع دستور 1976 الذي أعلن المساواة أمام القانون. عدت العديد من الجمعيات النسائية، ولاسيما مناضلات حرب التحرير أن هذا القانون يشكل تقهقراً مهماً بالمقارنة مع ما تحقق من تغييرات فعلية منذ الاستقلال في العلاقات بين الجنسين. ومن جانبهم، استغل. الإسلاميون ذلك للمطالبة بالتطبيق الكامل للشريعة الإسلامية.

## حراكات مجتمعية وجموديات نظام
بعد مرور خمسة وعشرين عاماً على الاستقلال، تغير المشهد الاقتصادي والاجتماعي والثقافي في الجزائر تغيراً جذرياً. فقد ظهرت عدة مجمعات صناعية كبرى حديثة في سكيكدة، وعنابه وارزيو. وأصبحت الجزائر تمتلك مجمع حديد في الحجار، ومصافي بترول، ومصانع أسمدة وإسالة الغاز الطبيعي. وارتفع عدد الوظائف بأجر من 700 ألف في عام. 1963 حتى 3ر مليوني وظيفة في عام 1981 وانتقل مركز الجاذبية في الجزائر من الأرياف إلى المدن. فعدد السكان الذي تضاعف، تحضر بقوة (30 % في بداية الستينيات، ارتفعت نسبة الحضر.(حتى نحو 50 % من السكان في عام 1988 وتشهد مواصلة الهجرة نحو أوروبا، وانتقال السكان إلى المدينة، وحركة شباب الأرياف نحو العمل بأجر، تشهد على حركية المجتمع الجزائري الفائقة للعادة. ليس هذا الانقلاب جغرافياً فحسب، بل هو أيضاً اجتماعي وثقافي، فسرعان ما تعّلم ملايين الجزائريين حياة الحضر، واكتشفوا أنماطاً استهلاكية. وأثار التحضر المفاجئ «أزمة مدن». ففي عام 1982، كان الوضع في مستوى السكن وضعاً مأساوياً، لأنه قد يجب بناء مليون شقة سكنية في عشر سنوات لتقليص الفاقة إلى مستواها في عام 1973 . وأصبحت صارخة عدم كفاية التجهيزات المائية، وترجمت بترشيد الماء في معظم التجمعات السكنية الكبرى. وكبحت أزمة السكن سيرورة استقلال العائلة
النووية، في الوقت الذي تتفكك فيه الأسرة الواسعة. من الآن فصاعداً، أصبح الأُجراء الجدد يجندون من بين جمهور الشباب الواسع، ومعظمهم من أبناء المدن. ومع أنهم أكثر تعليماً من آبائهم، فليست لديهم ذاكرة اجتماعية وسياسية. ولم يعرفوا شروط العمل القاسية للعصر الاستعماري وسنوات الاستقلال الأولى. فقد شبوا في مجتمع حيث الخطاب المسيطر هو خطاب التزام الدولة بتوفير متطلبات العيش الرغيد. لكن في عقد الثمانينيات/ التسعينيات، أصبحت الدولة عاجزة أكثر من أي وقت مضى عن الوفاء بوعودها بالوصول إلى أكبر عدد من الموادالاستهلاكية، وأوقات الفراغ والتعليم والعمل المستقر والأجر الجيد. والحالة هذه، كما كتب عالم الاجتماع عبد القادر جيغلول: إن قوة شعبوية السلطة السياسية الجزائرية ، حتى بداية الثمانينيات، تكمن بلا منازع في واقع أنها لم تكن أيديولوجية، خطاب شرعنة ذاتية فحسب، بل أيضاً مجموعة ممارسات واقعية لدمج أغلبية الشعب الجزائري في دوائر العمل بأجر في المدينة".
وفي نهاية السبعينيات، زاد عدد العاطلين عن العمل بسرعة أكبر وبخاصة بين الشباب. ففي عام 1985، أصبح نحو 72 % من الناشطين اقتصادياً الباحثين عن العمل تقل أعمارهم عن 25 سنة. ومع بروز أزمة البطالة والسكن والتعليم ازداد نوع من خيبة الأمل بالنموذج الأيديولوجي، ولاسيما التصنيعي، الذي كان أساس شرعنة السلطة والإجماع الوطني في المرحلة السابقة. واصطدمت رغبة الاستهلاك بالتقشف. وأخذت الجزائر تبحث عن نفسها بين الهياكل القديمة التي تنفجر (نموذج عائلي، اجتماعي)، والجديدة التي لم تقنن بعد. ونما «تدبر الأمور» والفردية. ولم تعد تعبئة الريع القادم من البترول والغاز تكفي لتمويل برامج استثمارات عامة ضخمة في الصناعة والخدمات. يضاف إلى ذلك الجموديات المؤسساتية والسياسية. فنظام الحزب الوحيد، القائم على الزبائنية يكبح كل طيف لاستقلال العاملين، ويحول دون تبديل الأجيال السياسية.
بفضل عائداتها النفطية، نجت الجزائر في عام 1984 من «ثورات الخبز» التي هزت المغرب وتونس. لكن السكان كانوا متعبين باطراد من عرض ثروات الشريحة الجديدة من أصحاب الامتيازات وغطرستها. وأخذت الهوة تحفر بين المجتمعين. وتتراكم الاحتقانات ولاسيما في أوساط الشباب 65 % من السكان. 
في عام 1985، انهارت أسعار البترول انهياراً شديداً نتيجة الصدمة البترولية المضادة. وأصبحت العملات الصعبة أكثر ندرة. وتبنت الجزائر خطة تقشف ظالمة: رشدت النفقات الاجتماعية، والواردات وميزانية الدولة. الهجرة الريفية، وتعمقت أزمة السكن الحضري. فريسة البطالة، ومحرومين من حياة ثقافية حقيقية ومشاريع تعبوية، أصبح الشباب قوة انفجارية. محتملة طور الإسلاميون شبكاتهم بشكل سري. وفي شهر نيسان/ أبريل1985 ، جرت محاكمة 135 مناضلاً بتهمة الانتماء إلى منظمات سرية. في الوقت نفسه، انفجرت مظاهرات في قصبة مدينة الجزائر للمطالبة بتحسين، أوضاع السكن. وفي العام التالي، في شهر تشرين الثاني/ نوفمبر 1986 شهدت عاصمة شرق الجزائر الكبيرة، قسنطينة، اضطرابات شبابية عنيفة. وُاتهمت جبهة التحرير الوطني والطبقة السياسية عموماً. واتسع الاستياء ليقود إلى مظاهرات شهر تشرين الأول/ أكتوبر 1988 الدامية. وانتهى النظام الاقتصادي والسياسي، الذي كان سبباً في ضعف الثقافة الديمقراطية في المجتمع، إلى الدخول في أزمة مفتوحة: إضرابات عمالية، مطالبات ثقافوية، تأسيس منظمة الدفاع عن حقوق الإنسان، وصعود الإسلام السياسي.

## شباب نافذ الصبر، مستقبل معطل
منذ شهر تموز/ يوليو 1962، تاريخ انتقال الجزائر إلى الاستقلال، حتى شهر تشرين الأول/ أكتوبر 1988، اللحظة الحاسمة لانهيار النظام القائم على حزب وحيد (جبهة التحرير الوطني)، تحول المشهد الاجتماعي والثقافي في الجزائر تحولاً مهماً. فقد عرف هذا البلد زيادة سكانية قوية، (تضاعف عدد السكان ثلاث مرات عملياً)، وانتقال ضخم للسكان من الأرياف إلى المدن، ونمو نسبة التعليم (في حين أن الأمية كانت كبيرة لدى الاستقلال).
ما غلب في عقل القادة - لكن في هذه الحقبة الطويلة 1962 1988 السياسيين الذين جاء معظمهم من حرب الاستقلال ضد فرنسا، هو سيطرة فكرة الوحدة الوطنية. فالأيديولوجية الرسمية وتنظيم السلطة السياسية في عهد رئاسات أحمد بن بلة وهواري بومدين وشاذلي بن جديد، تشيران بانتظام (عن طريق مؤتمرات جبهة التحرير الوطني، والمواثيق الوطنية ومختلف الاستفتاءات) إلى أنه يجب على الحركات الاجتماعية والثقافية ألا تتحول إلى حركات مستقلة منفصلة عن الدولة. ولا يمكن لمختلف المطالب التي تقدمها (حقوق نقابية، مطالب نسوية أو مطالب لغوية) أن تترجم بتعبيرات سياسية تتضمن تنوعاً حزبياً. فالتعددية السياسية ودولة القانون ليستا على جدول الأعمال. والتحقيقات المختلفة، في المجالات العامة أو الخاصة، التي تقوم بها الأجهزة الأمنية، لا يمكن أن تعبر عن نفسها إلا في إطار نظام سياسي متمركز بشدة حيث يلعب الحزب الوحيد (ومختلف منظماته الجماهيرية) دور تأطير ورقابة، وحيث الجيش (المنطوي على نفسه) هو المكان المركزي الفعلي لاتخاذ القرار السياسي. وتنتج سلطات الدولة العليا والحزب "المصلحة العامة"، وتدعي تمثيل المجتمع كله. إن نظام السلطة هذا يتناقض مع فكرة الحزب ذاتها، بما في ذلك جبهة التحرير الوطني نفسها، وهذا ما أكده المؤرخ محمد حربي منذ عام 1979 في كتابه جبهة التحرير الوطني، سراب وواقع: "إ ن جبهة التحرير الوطني كحزب ما هي إلا واجهة تختبئ وراءها سلطة الدولة. لم يجرِ حل أية مشكلة تتعرض لها البلد، ولا أي نزاع بين الزعماء في إطار الحزب. فمسألة خلافة العقيد هواري بومدين لصالح العقيد شاذلي بن جديد تم حلها بالتراتبية العسكرية التي صادق مؤتمر الجبهة على خيارها. واختصار دور جبهة التحرير الوطني في دور الضامن الرمزي نجم عن لعبة الضغوط المفروضة والخوف من رؤية الطبقات الشعبية تنظم نفسها. وغداة
الاستقلال امتصت الدولة كوادر جبهة التحرير الوطني كلها تقريباً". هكذا تطورت المعارضات ضد النظام من داخل جبهة التحرير الوطني (كما هي
الحال بالنسبة لفريق «الإصلاحيين» بقيادة مولود حمروش) أو خارجها، بقيادة التيارات البربرية بشكل رئيس، أو بقيادة التيارات الإسلامية ذات النبرة
المختلفة. وفي منتصف الثمانينيات، سرع السياق الدولي الأزمة الاقتصادية والاجتماعية في الجزائر: تضخم، وأزمة إعادة إنتاج النظام الإنتاجي الذي
أثبت عدم فاعليته، وأزمة زراعية وتبعية غذائية، وانخفاض مدهش لأسعار البترول وخفض قيمة الدولار. والنظام، الذي كان يضمن بقاءه عن طريق
سياسة إعادة التوزيع الممول بشكل أساسي من عائدات البترول والغاز وارتفاع قيمتهما، وجد أن شرعيته قد اهتزت خاصة في أوساط الشباب. وعشية شهر تشرين الأول/ أكتوبر 1988، لم تعد أغلبية السكان تتطور في نطاقات الذاكرة التي صنعها النضال ضد الوجود الاستعماري الفرنسي. تدعي Etat démiurge وينتظر جمهور الشباب الكثير من دولة خالقة للعالم أنها تضمن لهم، بأسرع ما يمكن، الوصول إلى المواد الاستهلاكية، والتعليم، والصحة، والسكن والعمل. لقد ُاستنفد رأس المال الرمزي الناجم عن حرب التحرير الوطني، بدون أن ترتسم مشاريع مستقبلية. تدريجياً تخلص الشباب الجزائري من ظروفه النفسية التي جرت حرب الاستقلال في إطارها، ومن الآثار السياسية والإنسانية لما يزيد عن قرن من الاستعمار التام. وبعد أن نفد صبرهم، وأصبحوا يخضعون بشكل متراجع للأيديولوجية الرسمية، قبلوا بصعوبة الرقابة السياسية والاجتماعية لنظام تسلطي لم يعد قادراً على وضع مشاريع تعبوية. لكن في الوقت نفسه، بقيت هذه الشبيبة تحت تأثير نوع من الذاكرة الرسمية المفبركة منذ الاستقلال في عام 1962 . ذاكرة تنقلها بخاصة المدرسة والكتب المدرسية الجزائرية التي جعلت من العروبة الإسلامية التي حملها قائد العلماء عبد الحميد بن باديس (المتوفى في عام 1940) الفاعل الوحيد لتكوين الوطنية الجزائرية. ذاكرة أخفت القيم التي حملها أحمد مصالي الحاج أو فرحات عباس، رائدا الحركة الوطنية الجزائرية في فترة ما بين الحربين، ألا وهي قيم الجمهورية، والاشتراكية الشعبية، والدنيوية الدينية. ذاكرة رسمية أخلت التعددية السياسية السائدة في الحركة الوطنية، بما في ذلك في أثناء الحرب، والحوارات والمواجهات بين «أنصار مصالي الحاج» و«أنصار الجبهة» والشيوعيين. ذاكرة حجبت رموز الآباء مؤسسي جبهة التحرير الوطني في الجزائر: من كان يعرف محمد بوضياف قبل عودته إلى الجزائر في شهر كانون الثاني/ يناير 1992 ؟ ذاكرة طردت القضية البربرية، مع أنها نوقشت في صفوف الاستقلاليين في الأربعينيات والخمسينيات. ذاكرة أفرطت في تثمين مبدأ الكفاح المسلح في حرب الاستقلال على حساب العامل السياسي.
véritable culture هذا الماضي المأساوي، الذي هو ثقافة حقيقة للنسيان والتي رعتها بعناية جبهة التحرير الوطني بعد عام 1962، وّلد ،de l’oublie آليات مخيفة، وخاصة بين الشبيبة. وخلال التسعينيات، قام عدد لا يستهان به من الشخصيات الهامة بلعب أدوار كامنة في نفوسهم أورثتهم إياها الذاكرة
الرسمية كالعروبة الإسلامية، والكفاح المسلح، والوحدة الوطنية. وتغذت المأساة الجزائرية جزئياً من أساطير صنعتها حرب الاستقلال. ويظهر هذا
الفائض من الذاكرة المزورة عقبة أمام إعادة امتلاك حقيقي للماضي، وبناء وعي قومي على قاعدة روح جمهورية وإسلام متسامح. كما منع هذا الفائض
أيضاً مقاربة مستقبلية: فلا تزال مستمرة فكرة التعارض بين مصادر الهوية وتحديث الأمة.
وأدت عدة عوامل إلى تخلخل النخب السياسية التقليدية. وهذه العوامل هي: صعود الشبيبة بقوة في الحلبة الاجتماعية، والدور الجديد الذي لعبته
المدن، وظهور ثقافة حضرية، وتزايد أعداد المجازين العاطلين عن العمل في إطار تعريب تدريجي للتعليم. وفي نهاية الثمانينيات، أمام مواجهة أوضاع لا
سابق لها لا ترجع إلى نقاط ثابتة في الذاكرة تساعد على تعديل السلوكيات، شعرت مكونات المجتمع الجزائري من أفراد ومجموعات بأنها تعيش في
من جذورهم دون أن «déracinés المجهول والاستبدادي. وكثر» المستأصلون يستطيعوا إلغاء ذاكرة أصولهم، أو تهدئة معاناة الخوف المتعلق بالهوية. هكذا
بعد تخلصه من الماضي الاستعماري الطويل، ظهر التاريخ الجزائري للعقود الأولى بعد الاستقلال بمثابة حقبة انتقالية عظيمة.
وفي انتظار بناء مستقبل آخر، تثير هذه الحقبة رغبة الوصول إلى ارضاءات جديدة، وأملاك مادية أكثر عدداً. وفي إطار هذه الحركة نفسها، نرى زوال أوهام ، وآلام جديدة، وتجدد حنين (بما في ذلك الحنين إلى العصرالاستعماري). ووقف كثير من الجزائريين على تخوم «حضارة» غازية تحمل حداثة لم يصلوا إليها. ووجد المجتمع نفسه مضطرباً بمشاعر حارة تريد العودة إلى أصول دينية أو تُمجد «الأوطان الصغيرة». في حين أن كلمتي الأصالة والحداثة أصبحتا تترددان بعنف وبقوة حية. وهذا ما سيحدث بعنف. - في مأساة السنوات التالية، ما بين 1989 2000.

## روابط خارجية
- سنوات الشاذلي بن جديد على يوتيوب.